# Philip Sutton

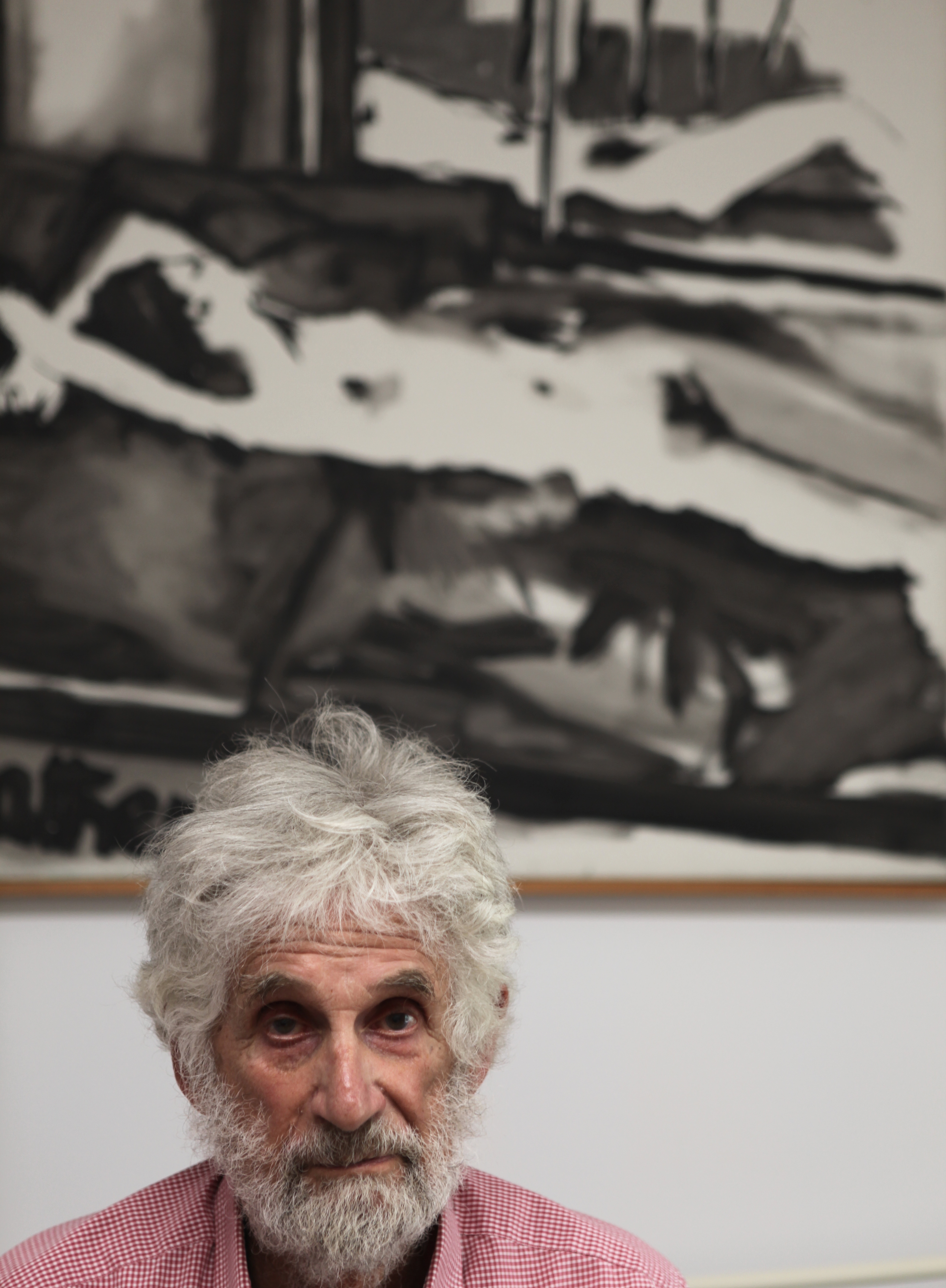
Philip Sutton (2017)

Philip Sutton (Poole, Dorset, 20 de outubro de 1928) é um artista britânico ativo desde a década de 1950, mais conhecido por pinturas grandes e altamente coloridas de paisagem, flores e pessoas. É membro da Academia Real Inglesa.